# Father's Little Dividend
Father's Little Dividend és una comèdia americana de Vincente Minnelli, estrenada el 1951. És la continuació de la pel·lícula El pare de la núvia concebut amb el mateix equip, un any abans. Segons el crític de cinema Leonard Maltin, aquesta pel·lícula va ser un dels primers exemples d'una seqüela pròpia d'un estudi de cinema modern.

## Argument
Kay i Buckley Dunstan esperen un bebè... Els dos pares discuteixen sense parar i no tenen més que una paraula a la boca: "divorci". L'àvia, orgullosa de la seva futura descendència multiplica les activitats socials per informar-ne tot el seu cercle. Quant a Stanley, el pare de Kay, s'imagina malament en el seu futur paper d'avi atent, fins al punt de tenir malsons. Quan finalment el nen arriba, la vida s'organitza més bé que malament al voltant del nodrissó. I com a més, es diu Stanley júnior, l'avi no té altra opció que assumir les seves responsabilitats.

## Repartiment
- Spencer Tracy: Stanley T. Banks
- Joan Bennett: Ellie Banks
- Elizabeth Taylor: Kay Dunstan
- Don Taylor: Buckley Dunstan
- Billie Burke: Doris Dunstan
- Moroni Olsen: Herbert Dunstan
- Richard Rober: Policia
- Marietta Canty: Delilah
- Russ Tamblyn: Tommy Banks
- Tom Irish: Ben Banks
- Paul Harvey: Reverend Galsworthy

## Producció
La seqüela va tenir una bona acollida tant per part del públic com de la crítica i va tenir un èxit gairebé financer com la primera pel·lícula. Segons els registres de MGM, la pel·lícula va obtenir 3.122.000 dòlars als Estats Units i al Canadà i 1,5 milions de dòlars en altres llocs, amb un resultat de 2.025.000 dòlars.

## Galeria
- Escena amb Elizabeth Taylor
- Joan Bennett